# Dimitrije Konjović
Dimitrije Konjović (en serbe cyrillique : Димитрије Коњовић ; né le 31 décembre 1888 à Stanišić près de Sombor et mort le 5 janvier 1982 à Belgrade) était un officier de marine, aviateur et industriel autrichien puis yougoslave. Il a créé l'entreprise aéronautique Ikarus à Zemun, dans l'actuelle Serbie.
Dimitrije Konjović est le frère cadet du compositeur Petar Konjović et le cousin du peintre Milan Konjović.

## Biographie
Après avoir terminé ses études élémentaires à Stanišić, près de Sombor, dans une région qui faisait alors partie de l'Autriche-Hongrie, Dimitrije Konjović effectua ses études secondaires au lycée hongrois de Sombor puis, avec l'aide de sa paroisse, il étudia à l'Académie de marine de Fiume.
Après quatre années de formation à l'Académie, il navigua en Méditerranée et sur les océans. Il devint alors officier navigant, responsable d'une escadre puis d'une flotte de guerre. Lors du déclenchement de la Première Guerre mondiale, il était officier de la marine austro-hongroise. Son premier contact avec l'aviation avait eu lieu en 1911 et en 1912 alors qu'il servait à Pula, où il effectua des vols en compagnie de l'ingénieur J. Mikla, un constructeur d'hydravions. Fin 1914, à sa demande, il suivit une formation de pilote puis, jusqu'à la fin de 1915, il patrouilla au nord de l'Adriatique italienne. Il fut ensuite nommé commandant de toutes les bases d'hydravions depuis Šibenik jusqu'à la frontière albanaise ; la base de commandement était située à Kumbor, dans les Bouches de Kotor et il y resta jusqu'à la fin de la guerre. Le 15 septembre 1916, le capitaine de corvette Konjović et le sous-officier Valter Železni, aux commandes d'un hydravion de reconnaissance Lohner TL surprirent un sous-marin français Foucault (Q70), le bombardèrent et le coulèrent ; les survivants furent secourus. Ce fut la première fois qu'un avion envoyait un sous-marin par le fond.

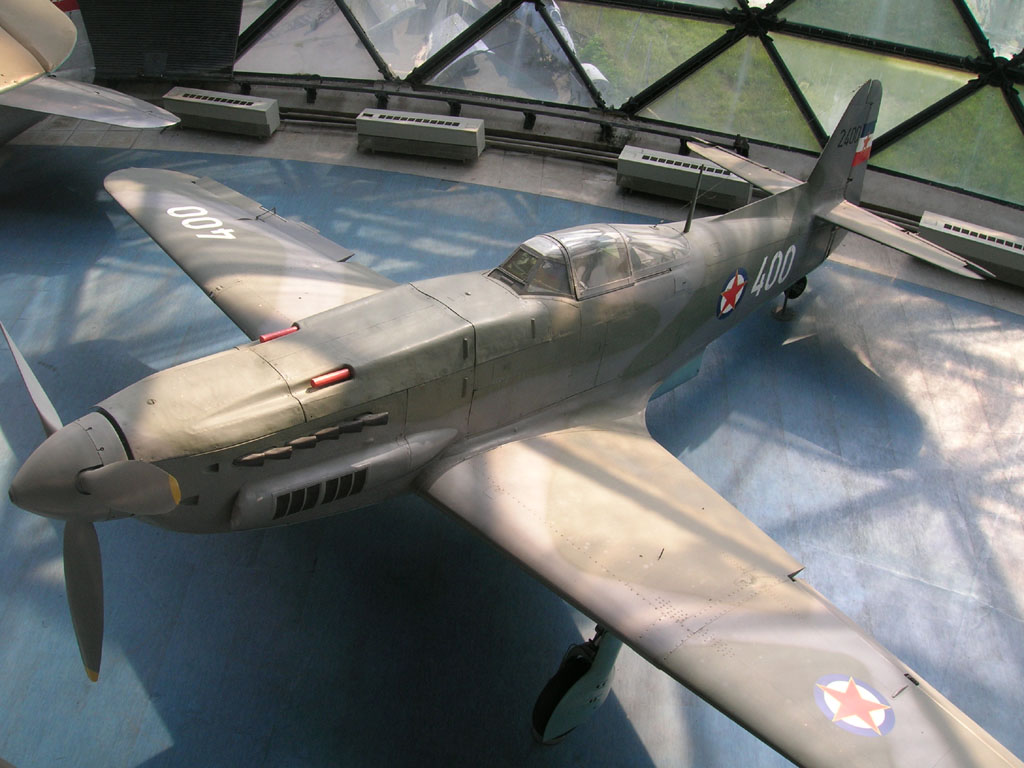
L'Ikarus S-49

En 1918, après la guerre, le capitaine de frégate Konjović remit la flotte autrichienne entre les mains du royaume des Serbes, Croates et Slovènes. Il devint le premier chef de l'Aéronautique navale du nouveau pays et resta à ce poste jusqu'en 1923. La même année, au mois d'octobre, il créa l'entreprise aéronautique Ikarus, l'un des premiers constructeurs d'avions des Balkans ; il en resta le directeur et l'un des actionnaires principaux pendant vingt ans.
Lors de la Seconde Guerre mondiale, alors que les puissances de l'Axe occupaient le royaume de Yougoslavie, Dimitrije Konjović fut arrêté et emprisonné au camp de concentration de Banjica, près de Belgrade ; libéré, il passa le reste de la guerre dans une ferme près de la capitale. Après la libération, il réorganisa son usine de Zemun et en fut à nouveau le directeur. Mais, en 1946, il fut accusé par les autorités communistes de « collaboration économique avec l'occupant ». Ses biens furent confisqués, notamment ses actions dans la société Ikarus. En 1947, Konjović se retira avec sa famille à Beška, où il travailla dans l'agriculture. Il rentra à Belgrade en 1961 et y vécut jusqu'à sa mort en 1982.

## Vie privée
Dimitrije Konjović a été marié deux fois et il a eu quatre enfants.